# Johannes Ebert

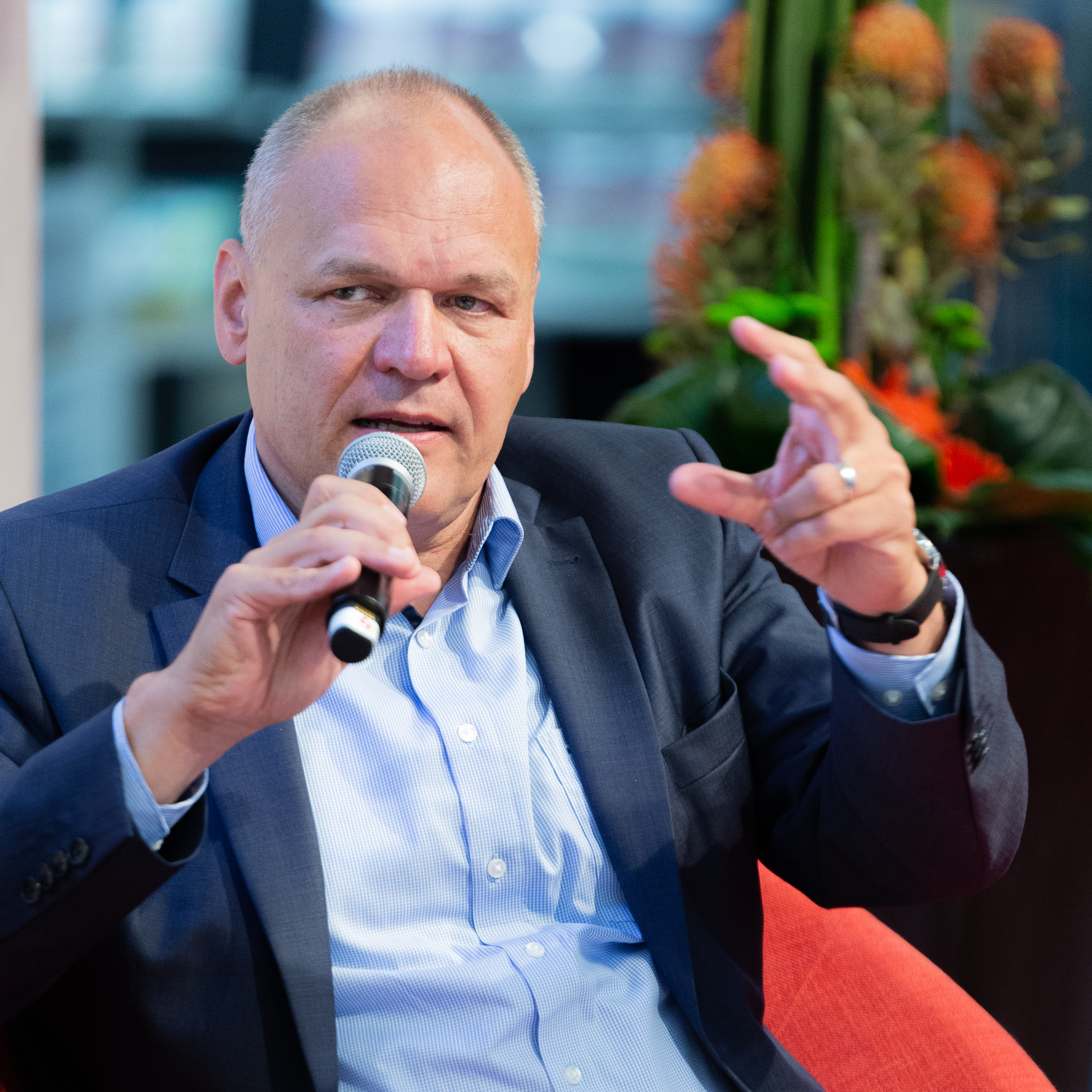
Johannes Ebert (2018)

Johannes Ebert (* 1963 in Ulm) ist ein deutscher Orientalist und seit 2012 Generalsekretär des Goethe-Instituts.

## Leben
Nach dem Abitur am Nikolaus-Kopernikus-Gymnasium in Weißenhorn und dem Studium der Islamwissenschaft und  Wissenschaftlichen Politik in Freiburg im Breisgau und in Damaskus volontierte Ebert bei der Tageszeitung Heilbronner Stimme, bevor er 1991 Mitarbeiter des Goethe-Instituts wurde. Nach Stationen als Dozent (Lehrkraft für Deutsch als Fremdsprache) am Goethe-Institut in Prien (1993–1994), als Referent für Sprachkursarbeit am Goethe-Institut Riga/Lettland (1994–1995) und als stellvertretender Leiter des Bereichs Öffentlichkeitsarbeit in der Münchner Zentrale des Goethe-Instituts (1995–1997) leitete er von 1997 bis 2002 das Goethe-Institut Kiew (Ukraine). Von 2002 bis 2007 war er Leiter des Goethe-Instituts Kairo (Ägypten) und Leiter der Region Nordafrika/Nahost des Goethe-Instituts. Anschließend leitete er von 2007 bis 2012 das Goethe-Institut Moskau und die Region Osteuropa/Zentralasien.
Am 1. März 2012 wurde Ebert Generalsekretär des Goethe-Instituts. Einen Schwerpunkt setzte er auf ein verstärktes Engagement in Krisenregionen und Ländern des Umbruchs, z. B. in der Ukraine, Nordafrika und dem Nahen Osten; ein weiteres Anliegen war ihm, Kultur- und Bildungsprojekte in den Nachbarländern Syriens und in Deutschland Flüchtlinge zu unterstützen. In seine erste Amtszeit fallen beispielsweise die Ausweitung der digitalen Möglichkeiten in allen Arbeitsfeldern des Goethe-Instituts, die Sprachkampagne Deutsch 3.0 zur Zukunft der deutschen Sprache, die Neugründungen der Goethe-Institute in Myanmar und Kinshasa sowie die Vorbereitung der Eröffnung in Windhuk.
2016 wurde Ebert einstimmig für weitere fünf Jahre im Amt bestätigt. Schwerpunkte seiner zweiten Amtsperiode waren unter anderem die konzeptionelle Weiterentwicklung der Residenzprogramme des Goethe-Instituts und die Förderung internationaler Koproduktionen, wie z. B. das internationale Kultursymposium Weimar, das im Juni 2016 unter der Thematik „Teilen und Tauschen“ erstmals stattfand. 2021 wurde Ebert erneut einstimmig für weitere fünf Jahre im Amt bestätigt. In der dritten Amtszeit liegt der Schwerpunkt seiner Arbeit u. a. auf der Stärkung der Kultur- und Kreativwirtschaft, der Weiterentwicklung digitaler und physischer Kulturnetzwerke auf Basis der Erfahrungen der Corona-Pandemie, der digitalen Transformation und dem Verhältnis von Innen und Außen in der internationalen Kulturpolitik sowie weiterhin die Themen Europa und ein Einsatz für mehr Nachhaltigkeit im Kulturbetrieb. Außerdem setzt sich Ebert in der Kolonialismus-Debatte dafür ein, unterrepräsentierten Stimmen durch das weltweite Netzwerk des Goethe-Instituts Gehör zu verschaffen.
Ebert ist Mitglied des Stiftungsrats des Japanisch-Deutschen Zentrums Berlin, Mitglied des Beirats der Kulturakademie Tarabya, Mitglied des Beirats der deutsch-türkischen Jugendbrücke, institutionelles Mitglied des Kuratoriums des DAAD, korrespondierendes institutionelles Mitglied des Instituts für Auslandsbeziehungen (ifa), Mitglied im Stiftungsrat der Stiftung Internationale Jugendbibliothek sowie Kuratoriumsmitglied des Villa Aurora & Thomas Mann House e.V. Darüber hinaus ist Ebert Mitglied des Kuratoriums der DFB-Kulturstiftung und Mitglied des Hochschulrats der Hochschule für Musik und Theater München. Seit 2021 ist er Mitglied im Board of Directors von EUNIC, dem European Union National Institutes of Culture. Von Juni 2022 bis Juni 2023 übernahm er für ein Jahr das Präsidentenamt von EUNIC.
Ebert ist verheiratet und hat drei Kinder.

## Schriften
- Freier leben – weltweit. In: Bernecker, Roland, Ronald Grätz (Hrsg.): Kultur und Freiheit – Beschreibung einer Krise, Steidl, 2021.
- mit Olaf Zimmermann u. a. (Hrsg.): AKBP - Auswärtige Kultur- und Bildungspolitik: Ein Rückblick zu Ehren von Klaus-Dieter Lehmann. Deutscher Kulturrat, 2020.
- mit Klaus-Dieter Lehmann, Andreas Ströhl, Nikolai Blaumer (Hrsg.): Teilen und Tauschen. S. Fischer Verlage, 2017.[8]
- mit Andrea Zell (Hrsg.): Klima Kunst Kultur. Der Klimawandel in Kunst und Kulturwissenschaften. 2014.
- mit Ronald Grätz (Hrsg.): Menschenrechte und Kultur. Das Menschenrecht auf Kultur. 2014.
- mit Günther Hasenkamp, Johannes Odenthal, Sarah Rifky, Stefan Winkler (Hrsg.): Positionen 7: Zeitgenössische Künstler Arabische Welt. 2013.
- Starke Strukturen, kreative Ansätze und große Aufgaben in der Zukunft. Die Förderung der deutschen Sprache durch das Goethe-Institut in Russland. In: Ammon, Ulrich/Kemper, Dirk (Hrsg.): Die deutsche Sprache in Russland. Geschichte, Gegenwart, Zukunftsperspektiven. 2011.
- als Herausgeber: MIDAD – das deutsch-arabische Stadtschreiberprojekt. Palmyra-Verlag, 2007.
- Kulturdialog mit der arabischen Welt – Chance für Austausch und Annäherung. In: Qantara.de, 2007.[9]
- Unity in Diversity: Who is doing What in German Educational and Cultural Politics Abroad? In: Nils Warner (Hrsg.): Mediterranean Sea – Gap or Bridge? 2006.